# Metro (periódico inglés)
Metro es un periódico gratuito disponible en algunas partes del Reino Unido publicado por Associated Newspapers Ltd. Se distribuye de lunes a viernes (excepto festivos) en la mayoría de los servicios de transporte público en determinados centros urbanos de todo el Reino Unido y en otros puntos de venta tales como cafés, lugares de trabajo, las paradas de autobús, etc. También se han empleado repartidores para entregar copias a los peatones.

## Historia
El periódico fue presentado en Londres en 1999. Ediciones localizadas (con información de esa zona) son producidas para Birmingham, Brighton, Bristol, Cardiff, Derby, Edimburgo, Glasgow, Leeds, Leicester, Liverpool, Londres, Mánchester, Nottingham,  Newcastle y Sheffield. Es parte del mismo grupo de medios de comunicación que  Daily Mail y The Mail on Sunday, aunque en algunas áreas, el periódico funciona como una franquicia .
La palabra Metro viene de Suecia. Metro International, es una compañía diferente, puesta en marcha en el Reino Unido en 1999 y en Newcastle upon Tyne se distribuyó junto con la Prensa Tyne and Wear Metro. Después de luchar junto a la versión del grupo Associated Newspapers, cambió su nombre por el deMorning News. Pero tuvo una corta vida, ya que, por la mañanaNews fue suspendido. Habían tenido planes de lanzar un periódico gratuito por la noche en Londres. De forma similar, Rupert Murdoch Lamentó perder la oportunidad de poner en marcha su propio periódico de Londres. Sin embargo, News International, una filial británica de Murdoch News Corporation, lanzó un periódico con sede en Londres en 2006 llamado thelondonpaper, utilizando fondos de Liam McDonald. Esta fue cerrada el 18 de septiembre de 2009.

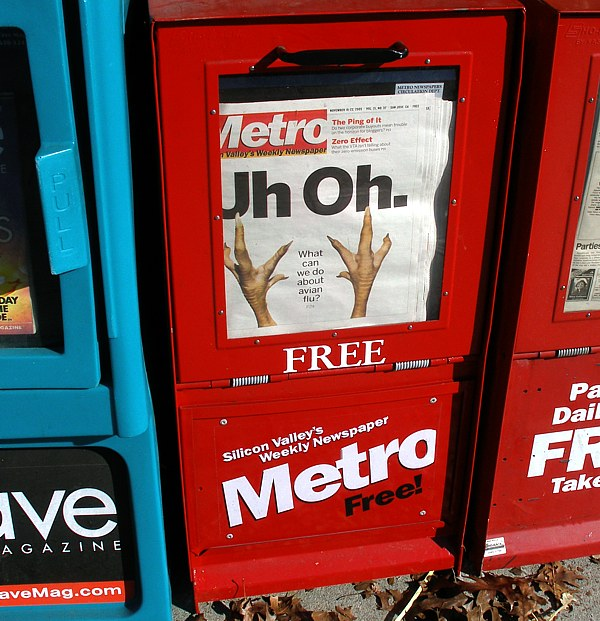
Un puesto de periódicos de Metro Newspapers en El Camino Real en Mountain View.

## Contenido
El periódico fue diseñado para ser leído durante el viaje, contiene noticias variadas pero muy breves, de forma que te enteras de las cosas pero no conoces toda la información de la noticia, sino lo fundamental, para conocer las noticias con más profundidas hay otros periódicos como The Times o The  Guardian..
La sección de crónicas contiene una combinación de artículos de viaje, casas, moda, salud, la vida de los famosos y demás, así como una cobertura extensa de eventos de entretenimiento. La página contiene el rompecabezas cómic  Nemi (en Lise Myhre), 118 118 (por Clive Collins) (tira cómica anuncio) y  This Life (por Rick Brookes), astrología lecturas de Nikki Harper, y Sudoku. Anteriormente, se contó con un crucigrama (en lugar del rompecabezas sudoku), David J. Bodycombe's Think Tank rompecabezas y un Judge Dredd tira. Desde noviembre de 2011, se cuenta con la historieta Buckles (por David Gilbert).
El 8 de julio de 2009, la versión en línea de Metro se fusionó con el London Lite.

## Distribución
En sus primeros cinco años, alcanzó un público de más de 1 millón de lectores diarios, por lo que es el cuarto mayor diario del Reino Unido, después de  The Sun, Daily Mail y el Daily Mirror. En octubre de 2008, su distribución total certificada para ese mes fue de 1.361.306. Ahora se imprimen aproximadamente 1,3 millones de ejemplares diarios, y oficialmente tiene unos 3,5 millones de lectores.